# ソウル江南トイレ殺人事件
ソウル江南トイレ殺人事件（ソウルカンナムトイレさつじんじけん）とは、2016年5月17日に、韓国ソウル瑞草（ソチョ）区のカラオケバーのトイレで発生した、34歳の男性が面識のない23歳の女性を刺し殺した殺人事件である。瑞草洞トイレ殺人事件（ソチョドントイレさつじんじけん、朝鮮語: 서초동 화장실 살인사건）、江南駅通り魔殺人事件（カンナムえきとおりまさつじんじけん）ともいう。
容疑者の供述するところによると、動機は女性への憎悪であったという。一方で、警察は精神疾患によるものだと発表した。2017年4月13日、大韓民国大法院は、男に対して懲役30年の判決を言い渡した。

## 事件発生と捜査
2016年5月17日午前0時33分、34歳の男が瑞草洞のカラオケ・バーのトイレに入った。午前1時7分、そのトイレに入った23歳の女性が、長さ32.5cmの包丁によって左胸部を4回突き刺された。男は現場で警察に逮捕された後、自分がよく女性に無視されることと、被害女性とは面識がないことを証言した。
5月19日、ソウル瑞草警察署は、男には4回の精神科への入院歴があり、また2016年1月に退院したばかりで、現段階では男性精神状態の詳細な分析が必要であるという結論を出した。5月19日と20日に、警察庁犯罪行動分析チームのリーダーを含むプロファイラー5人が男性の犯行心理の分析を行うために同署に入った。
5月20日、ソウル中央地方裁判所（ソウル中央地方法院）は男に対して、証拠隠滅の可能性があるとして拘束令状を発行した。
5月22日、ソウル瑞草警察署によって発表された心理分析結果によると、容疑者の男は思春期に妄想の症状が現れ、2008年に統合失調症と診断され、その後精神科に6回入院し治療を受けたが、2016年1月上旬の退院後に薬の服用をやめたため、犯行時に妄想の症状が再発したと見られる。また、2008年から彼は基本的なセルフケア機能を失っており、犯行までの1年間以上入浴しなかったため、アルバイトをしていたレストランで衛生状態について5月5日に指摘を受け、そのときアルバイト先の女性から中傷されていると思い込み、犯行に至ったと見られる。
5月24日、容疑者は瑞草警察署の署員に連れられ、午前9時から30分間実況見分を行った。

## 裁判
2016年9月30日、検察は容疑者に終身刑を求め、20年間の医療保護と足首モニターの取り付けを要求した。10月14日、ソウル中央地方裁判所は容疑者に懲役30年の有期刑を言い渡した。2017年1月12日、ソウル高等裁判所（ソウル高等法院）刑事第2部は、検察側と被告人側の控訴を両方とも却下し、30年の有期刑を維持した。2017年4月13日、最高裁判所（大法院）は最終審において30年の有期刑を支持した。

## 論議
逮捕された男が「普段女性に無視されていたから犯行を行った」などと供述していたことから、フェミサイドであるという分析が提起された。事件後、ネット上の提案で、被害者への記念活動が始まった。事件現場に近い江南駅の10番出口に、「女性嫌悪は社会問題だ」「残っている女性はより良い世界を作るだろう」のような付箋や花が大量に付けられた。また、ホワイトリボンキャンペーンも呼びかけられた。
これに対し、警察はプロファイリングなどの捜査を経て、統合失調症による被害妄想に基づく精神疾患であったとした。また、SNSでは本事件を女性嫌悪犯罪として解釈することは論理上の飛躍であるという主張があり、性急にヘイトクライムと断定するのは両性間の分断を招いて男性嫌悪に繋がるのではないかという批判があった。
5月20日と21日、インターネット上の掲示板サイトである日刊ベストストアの利用者が現場で女性抗議者と激しい言い合いになったため、瑞草警察署の署員が出動する事態になった。
医療従事者らは、精神疾患を理由として犯罪が矮小化されることについて懸念を表明している。2019年の韓国の調査では、統合失調症患者の犯罪率は、ほとんどの種類の犯罪で一般より低いものの、殺人については統合失調症患者が一般の約5倍の犯罪率であるため、統合失調症患者を適切に管理し、ケアすることが必要だとしている。
なお、この事件はカラオケ内の施錠できないトイレで発生したため、施錠できるトイレに比べて犯罪に対して無防備であるとも指摘された。